# Tugimaantee 42
De Tugimaantee 42 is een secundaire weg in Estland. De weg loopt van Kärkna naar Haava en is 7,1 kilometer lang. 